# 53e division d'infanterie (France)
Pour les articles homonymes, voir 53e division.
La 53e division d'infanterie est une division d'infanterie de l'armée de terre française qui a participé à la Première Guerre mondiale et à la Seconde Guerre mondiale.

## Commandants
- 2 août 1914 - 7 septembre 1914 : général Perruchon
- 7 septembre - 18 octobre 1914 : général Journée
- 18 octobre 1914 - 23 janvier 1915 : général Loyzeau de Grandmaison
- 23 janvier - 3 août 1915 : général Berthelot
- 3 août 1915 - 25 mars 1916 : général Micheler
- 25 mars 1916 - 15 janvier 1917 : général Lebouc
- 15 janvier 1917 - 5 avril 1917 : général Mesplé
- 5 avril 1917 - 20 février 1919 : général Guillemin
- 11 septembre 1939 - 6 janvier 1940 : général Blin
- 6 janvier 1940 - 25 juin 1940 : général Etcheberrigarray (à compter du 1er juin 1940 la 53e DI devient 53e division légère d'infanterie)

## Première Guerre mondiale
(janvier 2022).

### Composition
- Infanterie :

319e régiment d'infanterie d'août 1914 à novembre 1918
205e régiment d'infanterie d'août 1914 à novembre 1918
236e régiment d'infanterie d'août 1914 à juillet 1918 (dissolution)
329e régiment d'infanterie d'août 1914 au 29 août 1916 (transféré à la 158e D.I.)
224e régiment d'infanterie d'août 1914 au 29 août 1916 (transféré à la 158e D.I.)
228e régiment d'infanterie d'août 1914 au 29 août 1916 (transféré à la 158e D.I.)
21e régiment de chasseurs tchécoslovaques du 6 juillet 1918 au 9 novembre 1918
22e régiment de chasseurs tchécoslovaques du 6 juillet 1918 au 9 novembre 1918
- Cavalerie :

2 escadrons du 27e régiment de dragons d'août 1914 à juillet 1916
2 escadrons (puis 1 escadron à partir de janvier 1917) du 8e régiment de hussards de juillet 1916 à novembre 1918
- Artillerie :

1 groupe de 75 du 11e régiment d'artillerie de campagne d'août 1914 à juillet 1916
1 groupe de 75 du 22e régiment d'artillerie de campagne d'août 1914 à juillet 1916
1 groupe de 75 du 43e régiment d'artillerie de campagne d'août 1914 à juillet 1916
3 groupes de 75 du 243e régiment d'artillerie de campagne de juillet 1916 à novembre 1918
113e demi-batterie (batterie à partir de juillet 1916) de 58 du 22e régiment d'artillerie de campagne de janvier 1916 à janvier 1918
101e batterie de 58 du 243e régiment d'artillerie de campagne de janvier à novembre 1918
5e groupe de 155c du 135e régiment d'artillerie lourde de juillet à novembre 1918
- Génie :

compagnies 3/13, 3/19 et 3/24 du 3e régiment du génie
1 bataillon du 25e régiment d'infanterie territoriale d'août à novembre 1918

### Historique
Mobilisée dans la 3e région

#### 1914
- 8 - 21 août : transport par V.F. dans la région de Vervins ; organisation d'une position.
- 21 - 24 août : mouvement vers le nord, par La Capelle et Avesnes-sur-Helpe, jusque vers Jeumont pendant la bataille de Charleroi.
- 24 août - 6 septembre : repli par La Neuville-lès-Dorengt, vers la région de Moÿ-de-l'Aisne.

29 août : engagée dans la bataille de Guise, combats vers Urvillers et Moÿ-de-l'Aisne.
30 août : continuation du repli, par Saint-Gobain, vers la région de Villiers-Saint-Georges.
- 6 - 14 septembre : engagée dans la bataille de la Marne, du 6 au 10 septembre tenue prête à intervenir dans la bataille des Deux Morins. À partir du 10 septembre, poursuite en direction de Berry-au-Bac.
- 14 septembre - 4 octobre : engagée dans la première bataille de l'Aisne. Combats vers Berry-au-Bac et la cote 108 ; puis stabilisation et occupation d'un secteur vers Berry-au-Bac et Sapigneul.
- 4 - 13 octobre : retrait du front et transport par camions de Jonchery-sur-Vesle vers la région de Compiègne. À partir du 5 octobre, transport par V.F. et mouvement par étapes de Compiègne vers le nord-est de Montdidier (travaux en seconde ligne et éléments en secteur).
- 13 octobre 1914 - 20 avril 1915 : mouvement vers le sud-ouest de Bray-sur-Somme et occupation d'un secteur dans la région de Fricourt, (guerre des mines)

18 octobre : combat vers La Boisselle.
17, 18 et 21 octobre : attaques au nord de Maricourt et sur Mametz.

#### 1915
- 20 avril - 10 mai : retrait du front et repos vers Thézy. À partir du 28 avril, transport par V.F. vers Doullens ; repos et instruction.

4 mai : mouvement vers la région d'Avesnes-le-Comte.
- 10 mai - 28 juin : engagée par éléments dans la 2e bataille de l'Artois, attaques françaises dans le secteur de Neuville-Saint-Vaast. À partir du 24 mai, occupation d'un secteur vers Écurie et Neuville-Saint-Vaast, combats au Labyrinthe.
- 28 juin - 25 septembre : Retrait du front et repos au sud-est de Saint-Pol-sur-Ternoise. À partir du 4 juillet, transport par V.F. dans la région de Charmes et Corcieux, travaux vers Nompatelize.

3 - 17 septembre : transport par V.F. dans la région de Bar-le-Duc, puis mouvement vers celle de Pierrefitte-sur-Aire ; repos.
17 - 25 septembre : mouvement par étapes vers Le Mesnil-lès-Hurlus.
- 25 septembre - 19 octobre : engagée dans la bataille de Champagne vers la butte de Tahure et l'ouest de Tahure.

25 septembre - 6 octobre : attaques par des éléments sur la butte de Tahure.
30 septembre - 9 octobre : placée en seconde ligne. Puis occupation d'un secteur vers Tahure.
- 19 octobre - 10 décembre : retrait du front et repos au sud de Valmy. À partir du 23 octobre, transport par V.F. dans la région de Saint-Bandry ; repos et instruction.
- 10 décembre 1915 - 21 janvier 1916 : mouvement vers le front et occupation d'un secteur entre Pernant et Moulin-sous-Touvent.

#### 1916
- 21 - 24 janvier : retrait du front, repos vers Cœuvres-et-Valsery.
- 24 janvier - 2 mars : mouvement vers le front, occupation d'un secteur vers Tracy-le-Val et Moulin-sous-Touvent.
- 2 - 27 avril : mouvement de rocade et occupation d'un secteur vers Hautebraye et la ferme Quennevières.
- 27 avril - 17 juin : retrait du front, mouvement vers la région de Verberie ; repos et instruction.

8 mai - 3 juin : mouvement vers Montididier, par Estrées-Saint-Denis et Maignelay-Montigny ; repos.
3 - 17 juin : mouvement vers Grivesnes ; repos.
- 17 - 25 juin : mouvement vers le front ; occupation d'un secteur vers Faucoucourt et Fontaine-lès-Cappy.
- 25 juin - 4 juillet : tenue prête à intervenir, vers Harbonnières.
- 4 - 20 juillet : mouvement vers le front. Engagée dans la bataille de la Somme vers Fay et Estrées-Deniécourt.

4 juillet : attaque française et prise d'Estrées-Deniécourt.
10, 11, 13 et 20 juillet : combats autour d'Estrées-Deniécourt.
- 20 - 29 juillet : retrait du front, repos vers Harbonnières et Guillaucourt.
- 29 juillet - 6 août : mouvement vers le front et occupation d'un secteur vers Estrées-Deniécourt et Soyécourt.

1er août : attaque française en direction de Deniécourt.
- 6 - 15 août : retrait du front ; repos vers Montdidier.
- 15 - 20 août : transport par V.F. dans la région d'Estrées-Saint-Denis ; repos.
- 20 août - 12 décembre : mouvement vers le front et occupation d'un secteur entre Hautebray et la ferme Quennevières.
- 12 décembre 1916 - 5 janvier 1917 : retrait du front, puis à partir du 15 décembre, occupation d'un secteur entre Ribécourt-Dreslincourt et L'Écouvillon.

#### 1917
- 5 - 23 janvier : retrait du front et repos au sud-ouest de Compiègne.
- 23 janvier - 16 mars : mouvement vers le front et à partir du 25 janvier, occupation d'un secteur entre Ribécourt-Dreslincourt et L'Écouvillon.
- 16 - 19 mars : retrait du front, mouvement vers Chantilly.
- 19 mars - 19 juillet : transport par camions sur l'Aisne, engagée dans la poursuite des troupes allemandes lors de l'opération Alberich, combat de Quierzy, avance jusqu'à Chauny.

4 avril : prise de Moÿ-de-l'Aisne. Puis organisation d'un secteur vers Vendeuil et La Fère.
20 juin : extension à gauche jusque vers Moÿ-de-l'Aisne.
- 19 juillet - 18 août : retrait du front, repos et instruction vers Rollot. À partir du 7 août, transport par V.F. de la région de Montdidier dans celle de Fère-en-Tardenois ; repos.
- 18 août - 21 septembre : occupation d'un secteur au Chemin des Dames, vers Courtecon et la ferme Malval.
- 21 septembre - 13 octobre : retrait du front et transport par camions vers Condé-en-Brie ; repos et instruction.
- 13 octobre - 20 novembre : mouvement vers le front et à partir du 18 octobre occupation d'un secteur au Chemin des Dames vers Courtecon et la ferme Malval.

2 novembre : avance jusqu'à l'Ailette.
17 novembre : front étendu à droite jusque vers la ferme Brunin.
- 20 - 29 novembre : retrait du front et repos vers Fismes.
- 29 novembre - 15 décembre : occupation d'un secteur vers la ferme Vauclerc et le nord-est de Chevreux.
- 15 - 24 décembre : retrait du front et repos vers Chéry-Chartreuve.
- 24 décembre 1917 - 24 mars 1918 : occupation d'un secteur au Chemin des Dames, vers la ferme Brunin et le pont de Chevregny.

#### 1918
- 24 mars - 9 juin : retrait du front, transport par camions vers Blérancourt engagement dans la deuxième bataille de Picardie, résistance à l'offensive allemande vers Rollot, Plessis-de-Roye et le Plémont. Organisation et défense d'un front vers le Plémont et Thiescourt. En avril, combat au mont Renaud.
- 9 - 13 juin : engagée dans la bataille du Matz. Combat en retraite vers Chevincourt, Mélicocq et Machemont.
- 13 juin - 15 septembre : retrait du front et transport par V.F. en Haute-Alsace. À partir du 24 juin, occupation d'un secteur entre Leimbach et le canal du Rhône au Rhin.

9 août : réduction du front à droite jusque vers Burnhaupt-le-Haut.
- 15 - 30 septembre : retrait du front et transport par V.F. dans la région de Châlons-sur-Marne et d'Épernay ; repos. Puis mouvement vers Nanteuil-la-Fosse et Ville-en-Tardenois.
- 30 septembre - 9 octobre : progression en deuxième ligne dans la région de Serzy-et-Prin (bataille de Champagne et d'Argonne).
- 9 - 16 octobre : transport par camions au camp du bois de la Lyre ; puis mouvement au nord de la Py.
- 16 - 31 octobre : secteur face à l'Aisne vers Voncq et Condé-lès-Vouziers ; combats violents vers Vouziers.
- 31 octobre - 11 novembre : retrait du front ; repos vers Saint-Souplet-sur-Py et à partir du 9 novembre vers Livry-sur-Vesle. À partir du 11 novembre, transport par V.F. vers Vittel.

### Rattachements
Affectation organique :
- Mobilisation : 4e G.D.R.
- Octobre 1914 : isolée.
- Octobre 1915 : 35e corps d'armée

- 1re armée

29 octobre 1916 - 22 mars 1917
- 2e armée

4 octobre 1914 - 28 avril 1915
20 septembre - 23 octobre 1915
- 3e armée

13 août - 29 octobre 1916
22 mars - 7 août 1917
26 mars - 13 juin 1918
- 4e armée

9 octobre - 11 novembre 1918
- 5e armée

15 août - 4 octobre 1914
19 septembre - 9 octobre 1918
- 6e armée

23 octobre 1915 - 12 avril 1916
11 mai - 15 août 1916
28 octobre 1917 - 26 mars 1918
- 7e armée

4 juillet - 3 septembre 1915
13 juin - 19 septembre 1918
- 10e armée

28 avril - 4 juillet 1915
12 avril - 11 mai 1916
7 août - 28 octobre 1917
- groupement Pétain

14 - 20 septembre 1915
- G. Q. G.

9 - 15 août 1914
- Intérieur

2 - 9 août 1914
- R.F.V.

3 - 14 septembre 1915

## Seconde Guerre mondiale

### Drôle de guerre
La 53e division d'infanterie est, en octobre 1939, l'une des deux divisions du XVIe corps d'armée (groupe d'armées no 1) qui est en Flandre, à la gauche du Corps expéditionnaire britannique. Division de type nord-est et de série B, elle ne possède alors aucun canon antichar. Pendant l'automne, elle renforce le secteur défensif des Flandres (qui devient ensuite le secteur fortifié des Flandres). 
En mars 1940, le général Georges inspecte la 9e armée et reconnait sa faiblesse ; il envisage alors de lui donner la 53e DI pour renforcer la Meuse au niveau de Mézières. La division se retrouve ainsi dans la région de Novion-Porcien – Launois-sur-Vence en réserve de la 9e armée, en cas d'attaque allemande elle est susceptible d'intervenir au profit de la 102e division d'infanterie de forteresse sur la Meuse ; en attendant elle organise le terrain.

### Bataille de France
Après les pertes subies lors de la percée de Sedan au début de la bataille de France, la division est réorganisée au camp de Mailly. Le 31 mai 1940, elle est renommée 53e division légère d'infanterie, de format réduit.

### Composition
Au 10 mai 1940 :
Cavalerie
- 66e groupe de reconnaissance de division d'infanterie

Infanterie
- 208e régiment d'infanterie
- 239e régiment d'infanterie
- 329e régiment d'infanterie

Artillerie
- 22e régiment d'artillerie divisionnaire
- 222e régiment d'artillerie lourde divisionnaire
- 53e parc d'artillerie divisionnaire
- 53e compagnie d'ouvriers d'artillerie
- 53e section de munitions hippomobile
- 253e section de munitions automobile

Génie
- compagnie de sapeurs mineurs 53/1
- compagnie de sapeurs mineurs 53/2

Transmissions
- compagnie télégraphique 53/81
- compagnie radio 53/82

Train
- compagnie automobile 53/11
- compagnie automobile de transport 153/18

Intendance
- groupe d'exploitation divisionnaire 53/11

Santé
- 53e groupe sanitaire divisionnaire

La 53e DLI perd le 239e RI, dissous le 31 mai pour renforcer les deux autres régiments d'infanterie, et le 222e RALD passé en réserve générale.